# Мудрая дева
«Мудрая дева» — две русские народные сказки под номерами 327, 328 из сборника сказок А. Н. Афанасьева «Народные русские сказки».
Первая сказка состоит из двух сюжетов по системе классификации сказочных сюжетов Аарне-Томпсона: № 1562 B* «Скупой хозяин и хитрый работник» и  № 921 «Невестины загадки». Первый сюжет учтён только в русском материале. Русских вариантов — 3, украинских — 4. Второй сюжет имеет широкое распространение в разных частях света. Русских вариантов — 22, украинских — 13, белорусских — 2. 
Вторая сказка («Дочь-семилетка») относится к сюжету № 875 «Мудрая девушка». В большинстве восточнославянских вариантов героиней является семилетка, но не всегда завязкой служит спор о жеребёнке, связанный с конфликтом бедняка и богача. Русских вариантов — 34, украинских — 29, белорусских — 11.
Печаталаcь в сборниках русских сказок, выпускалась в виде аудиосказок.

## Сюжет
Александром Афанасьевым записано два варианта этой сказки, заметно отличающихся друг от друга. В обоих вариантах сказки главным героем является молодая девица (девочка), которая решила поставленные перед другими персонажами сказок задачи.
В первой сказке (номер 327) речь идёт о мальчике, у которого умерли старые родители, он стал жить у своего дяди и пасти овец. Однажды дядька послал мальчика на ярмарку торговать баранами так, чтобы и сам был сыт, и бараны были целы, и деньги сполна выручены. Заплакал бедняга и погнал баранов в поле; сам сел на дороге и задумался — как решить такое трудное задание. Встретившая его молодая девица помогла в выполнении поручения, мальчик честно рассказал о случившемся и дядя решил снова отыскать ту девицу. Найдя девицу, в разговоре с нею дядя удивился её уму и сосватал девицу за своего племянника.
В другой (номер 328) рассказывается про двух братьев: один был бедный, и у него была кобыла; другой — богатый, и у него был мерин. Этот вариант сказки, записанный Афанасьевым в Саратовской губернии, наиболее известен и богато иллюстрирован.
Однажды в пути они остановились на ночлег, и у бедного брата кобыла родила ночью жеребёнка, который забрался под телегу богатого. Утром братья проснулись и не смогли решить — чей это жеребёнок: того, чья кобыла его родила или того, под телегу которого он закатился. В споре дело дошло до самого царя, который загадал братьям четыре загадки.
Богатый обратился за решением к своей куме, а бедный пришел домой и заплакал от горя. Встретившая его дочка семи лет сказала, чтобы отец не печалился и сообщила ему ответы на загадку. Когда на следующий день оба брата пришли к царю, ему понравился хороший ответ бедного брата, сообщившего, что это придумала его дочь. Тогда царь поручил ей выполнить сложные задания, на которые девочка придумала хитроумные решения. Удивившись её уму и сообразительности, царь присудил отдать жеребёнка бедному брату, а дочь его взял к себе. Когда она выросла, царь женился на ней, и она стала царицею.